# Đurmanec

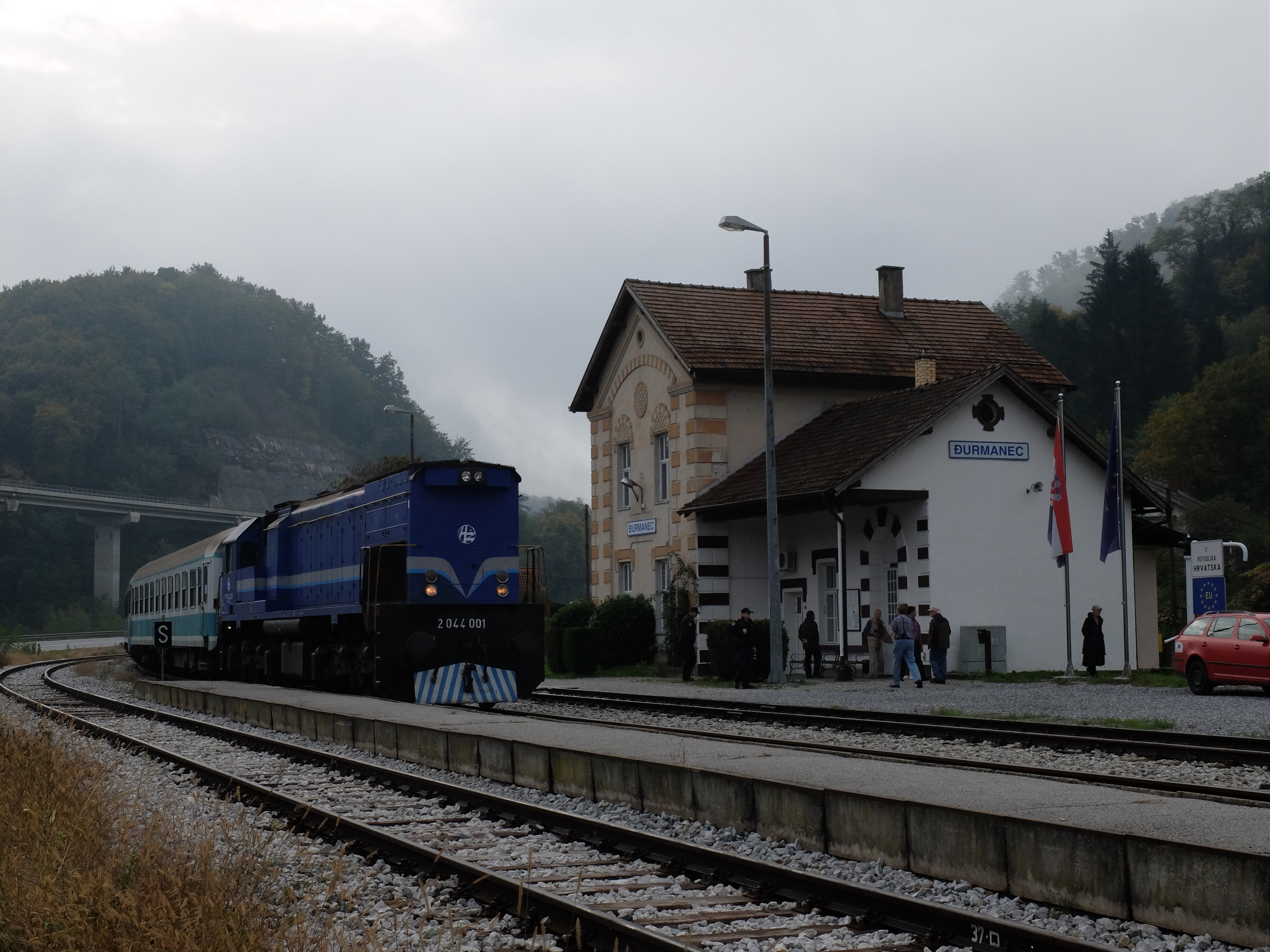
A vasútállomás.

Đurmanec falu és község Horvátországban Krapina-Zagorje megyében. Közigazgatásilag Donji Macelj, Goričanovec, Gornji Macelj, Hlevnica, Hromec, Jezerišće, Koprivnica Zagorska, Lukovčak, Podbrezovica, Prigorje, Putkovec és Ravninsko tartozik hozzá.

## Fekvése
Krapinától 5 km-re északnyugatra, a Horvát Zagorje területén, a szlovén határ közelében fekszik. Határát nagyrészt erdők és szőlőskertek alkotják.

## Története
A település első írásos említése 1598-ban történt "Gurmanec" alakban. Ebben az időben a krapinai uradalom három nagy területű közösségre oszlott, melyek közül az egyik központja Đurmanec volt. 1731-ben feljegyzik, hogy az akkori Đurmanec területén három vámszedőhely is volt, melyek Keglevich Péter özvegye Drakovich Anna Mária grófnő tulajdonában voltak. A falunak 1869-ben 322, 1910-ben 427 lakosa volt. Trianonig Varasd vármegye Krapinai járásához tartozott. Első iskolája 1876-ban nyílt meg, ekkor épült fel az iskola épülete. Első tanítója Marko Petek volt, aki az első évben 73 gyermeket tanított. A település egykor Petrovsko plébániájához tartozott. Amikor a második világháború során a petrovskoi plébániát a németek felgyújtották Đurmanec lett a plébánia székhelye. 1944. április 4-én a đurmaneci iskola is a lángok martaléka lett, így 1945-ben egy fabarakkban indult újra a tanítás. Az iskola új épülete 1948-ban épült fel, míg a mai épület 1983-ban épült. Az önkéntes tűzoltóegylet 1979-ben alakult.
A mai község 1993. április 21-én alakult. Védőszentje Szent György, akinek ünnepnapján április 23-án tartják a község napját, egyúttal a plébánia búcsúját. A községben nagy hagyományai vannak a borászatnak. 1994-ben nyitották meg a Đurmanec-Pragrada borutat. 2001-ben a falunak 927,  a községnek összesen 4481 lakosa volt.

## Nevezetességei
Szent György tiszteletére szentelt plébániatemplomát 1940-ben kezdték építeni és 1963-ban készült el. A templom falu központjában, egy útkereszteződés közelében, egy kiemelkedő helyen található. Stjepan Podhorski 1939-ben készített tervei alapján építették, de csak 1976-ban fejezték be teljesen, amikor felépítették a harangtornyot is. A homlokzat keletre néz. A templom centrális épület, apszissal és kívülről négyszögletes, sekély oldalkápolnákkal. A külső felületet sima vakolt falak jellemzik, egyenesen vágott nyílásokkal. Az elülső részből kiemelkedik az íves, monumentális portál, amely fölött az oromzatot vak árkádok motívumai díszítik.